# William Swainson
Pour les articles homonymes, voir Swainson.
Ne doit pas être confondu avec William Swanson.
William Swainson est un biologiste (ornithologue, entomologiste, malacologiste...) et un artiste britannique, né le 8 octobre 1789 à St. Mary Newington (Londres) et mort le 6 décembre 1855 à Fern Grove en Nouvelle-Zélande.

## Biographie
À 14 ans, il commence à travailler comme employé des douanes à Liverpool. Il découvre l’histoire naturelle grâce à l’étude des collections de coquilles et d'insectes de son père. Il est incorporé dans l'armée et envoyé en Sicile et à Malte, mais il est bientôt déchargé de ses fonctions à cause de problèmes de santé.
Il publie, pour le compte du Muséum de Liverpool, des Instructions for Collecting and Preserving Subjects of Natural History en 1808. Il travaille, de 1807 à 1815, pour l'administration militaire et rassemble une vaste collection zoologique. Après la fin des guerres napoléoniennes, il se retire avec une demi-retraite. Il voyage alors au Brésil de 1816 à 1818 et revient en Grande-Bretagne avec une immense collection de 20 000 insectes, 1 200 plantes, des dessins de 120 espèces de poissons et environ 760 peaux d’oiseaux. Il fait paraître, en 1834 et en 1835, les Birds of Brazil.
C’est son ami, le zoologiste William Elford Leach qui l’encourage à utiliser la technique de la lithographie pour son livre Zoological Illustrations (1820-1823) en trois volumes (le troisième étant consacré aux coquillages). Quand Leach doit démissionner du British Museum pour raison de santé, c’est Swainson qui est sollicité pour le remplacer, mais c’est finalement John George Children (1777-1852) qui est choisi.
Il visite, en 1828, le Muséum national d'histoire naturelle de Paris, sous la conduite de Georges Cuvier et d'Étienne Geoffroy Saint-Hilaire.
Il continue à rédiger et publie, en 1831, Fauna Boreali-Americana, cosigné avec John Richardson (1787-1865). Il réalise aussi une deuxième série de Zoological Illustrations (1832-1833), trois volumes du Naturalist's Library de William Jardine (1800-1874) et onze volumes du Cabinet Cyclopedia de Dionysius Lardner (1793-1859). En 1837, il fait paraître la première avifaune de l'Afrique de l'ouest : The natural history of the Birds of Western Africa, où il décrit 186 espèces principalement récoltées par George Rendall, lieutenant-gouverneur de la Gambie.
En 1841, il émigre en Nouvelle-Zélande où il devient fermier mais son entreprise tourne court, en partie à cause de l’opposition des populations māori. En 1851, il s’installe à Sydney où il travaille comme botaniste pour le gouvernement de Victoria. Mais il rencontre un nouvel échec, peut-être dû à son manque de connaissance en botanique. Il retourne alors en Nouvelle-Zélande en 1855 où il meurt.
William Swainson est une autorité taxinomique en botanique et a par conséquent son abréviation standard. Pourtant, l'International Plant Names Index signale qu'on ne lui connaît aucun enregistrement d'un quelconque nom scientifique.

## Liste partielle des publications
- 1839 : The natural history and classification of fishes, amphibians, and reptiles, or monocardian animals. Londres, deux volumes : i–vi + 1–448.

## Espèces éponymes
- Porte-éventail de Swainson (Onychorhynchus swainsoni) (von Pelzeln, 1858)
- Tyran de Swainson (Myiarchus swainsoni) Cabanis & Heine, 1860